# 天野都
天野 都（あまの みやこ）は、日本のジュブナイルポルノ作家。

## 略歴・作風
第2回美少女文庫新人賞を受賞。美少女文庫より、作中で7人のヒロインを登場させた『ふたご学園ヘヴン2』でデビュー。
当初からいわゆる男の娘ものの作品を書いていたが、当時は男の娘がまだジャンルとして確立されていなかった。後にそれをネタにして『お嬢様（わたし）のメイドは男の娘（こ）!』という作品を2010年に出している。

## 作品

### 美少女文庫
- ふたご学園ヘヴン2（イラスト・神無月ねむ、2007年9月発売（以下同）、ISBN 978-4-8296-5820-8）
- いもうと学園リミテッド（イラスト・神無月ねむ、2008年2月、ISBN 978-4-8296-5837-6）
- プリンセスコンテスト（イラスト・CARNELIAN、2008年8月、ISBN 978-4-8296-5855-0）
- お嬢様（わたし）のメイドは男の娘（こ）!（イラスト・龍牙翔、2010年10月、ISBN 978-4-8296-5948-9）

### 美少女文庫えすかれ
- ホントに撮っちゃうよ? 生徒会長さん（イラスト・成瀬守、2009年12月、ISBN 978-4-8296-5908-3）